# FK Makedonija GP
El FK Makedonija Ǵorče Petrov (en macedonio: ФК Македонија Ѓорче Петров) es un club de fútbol de Skopie, Macedonia del Norte, fundado en 1932. Actualmente juega en la Primera División de Macedonia del Norte.

## Historia
El club fue fundado en 1932 con el nombre Hask. Durante su historia, también se conoció al club como Rudar, Industrijalec, y Jugokokta. El club recibió su nombre actual en la temporada 1989/90, para homenajear a Gjorche Petrov, considerado una figura importante del movimiento macedonio nacional en la República de Macedonia.
El Makedonija entró directamente a la Makedonska Prva Liga cuando ésta fue fundada en 1992. Descendieron en la temporada 2001/02, pero volvieron a la Primera División en 2005/06, consiguiendo acabar en segundo lugar. Esa misma temporada lograron su primer título oficial, la Copa de Macedonia. En consecuencia, el equipo jugó las eliminatorias de la Copa de la UEFA 2006-07, donde perdieron contra el equipo búlgaro del Lokomotiv de Sofía por 3 a 1 en la eliminatoria global.

## Palmarés

### Torneos nacionales
- Primera División de Macedonia del Norte (1): 2009
- Copa de Macedonia del Norte (3): 2006, 2021-22, 2022-23
- Segunda Liga de Macedonia del Norte (1): 2019
- Tercera División de Macedonia del Norte (1): 2011

## Participación en competiciones de la UEFA
| Temporada | Torneo                        | Ronda              | Club               | Resultado |  |
| --------- | ----------------------------- | ------------------ | ------------------ | --------- |  |
| 1998      | UEFA Intertoto Cup            | 1                  | Olimpija Ljubljana | 4–2, 1–1  |  |
| 1998      | UEFA Intertoto Cup            | 2                  | SC Bastia          | 1–0, 0–7  |  |
| 2006-07   | UEFA Cup                      | 1.ª Clasificatoria | Lokomotiv Sofia    | 0–2, 1–1  |  |
| 2007      | UEFA Intertoto Cup            | 1                  | Ethnikos Achnas    | 0–1, 2–0  |  |
| 2007      | UEFA Intertoto Cup            | 2                  | Cherno More Varna  | 0–4, 0–3  |  |
| 2009-10   | UEFA Champions League         | 2.ª Clasificatoria | BATE Borisov       | 0–2, 0–2  |  |
| 2019-20   | UEFA Europa League            | 1.ª Clasificatoria | Alashkert          | 1–3, 0–3  |  |
| 2022-23   | UEFA Europa Conference League | 2.ª Clasificatoria | CSKA Sofía         | 0-0, 0–4  |  |
| 2023-24   | UEFA Europa Conference League | 1.ª Clasificatoria | RFS                | 0-1, 1–4  |  |

## Jugadores

### Jugadores destacados
- Filip Ivanovski
- Slavčo Georgievski
- Nijaz Lena
- Ostoja Stjepanović
- Alban Sulejmani
- Georges Ambourouet